# استراس ایم زیلرتال
استراس ایم زیلرتال (به آلمانی: Strass im Zillertal) یک منطقهٔ مسکونی در اتریش است که در شواس واقع شده‌است. استراس ایم زیلرتال ۵٫۹۶ کیلومتر مربع مساحت دارد ۵۲۳ متر بالاتر از سطح دریا واقع شده‌است.